# Église Saint-Pierre-et-Saint-Paul d'Oberelchingen
Pour les articles homonymes, voir Église Saint-Pierre-et-Saint-Paul.

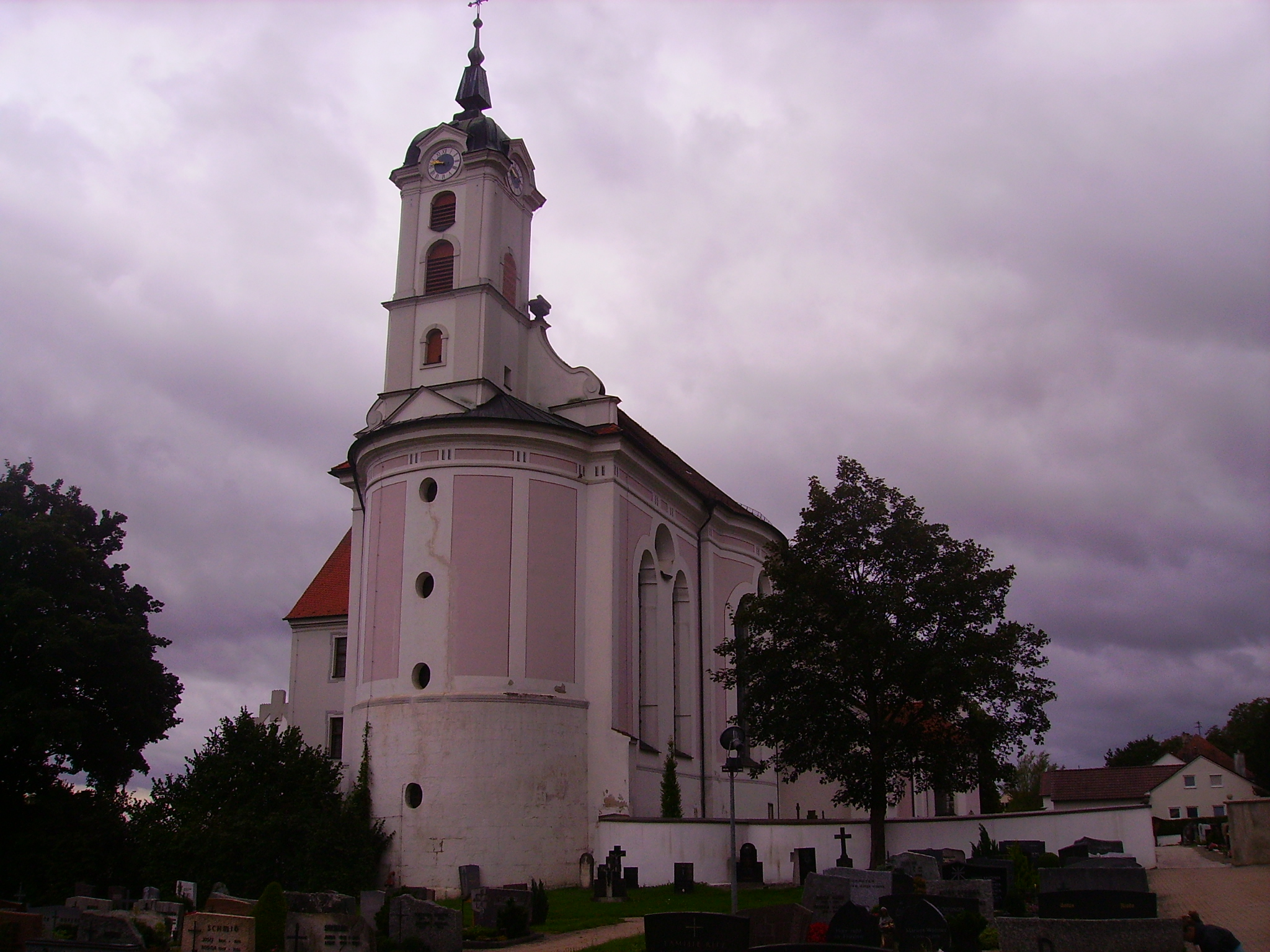
L'église Saint-Pierre-et-Saint-Paul vue du Sud-Est.

L'église Saint-Pierre-et-Saint-Paul d'Oberelchingen est une église catholique paroissiale, et église de procession, située dans le quartier Oberelchingen de la commune d'Elchingen dans l'arrondissement de Neu-Ulm du district de Souabe en Bavière. Elle a été édifiée au XIIe siècle en tant qu'église abbatiale de l’ancienne abbaye bénédictine de Elchingen. La construction romane initiale a été profondément transformée au XVIIe siècle, puis remaniée au milieu du XVIIIe siècle dans le style du rococo. La nef a été décorée à la fin du  XVIIIe siècle dans le style néo-classique débutant.

## Historique

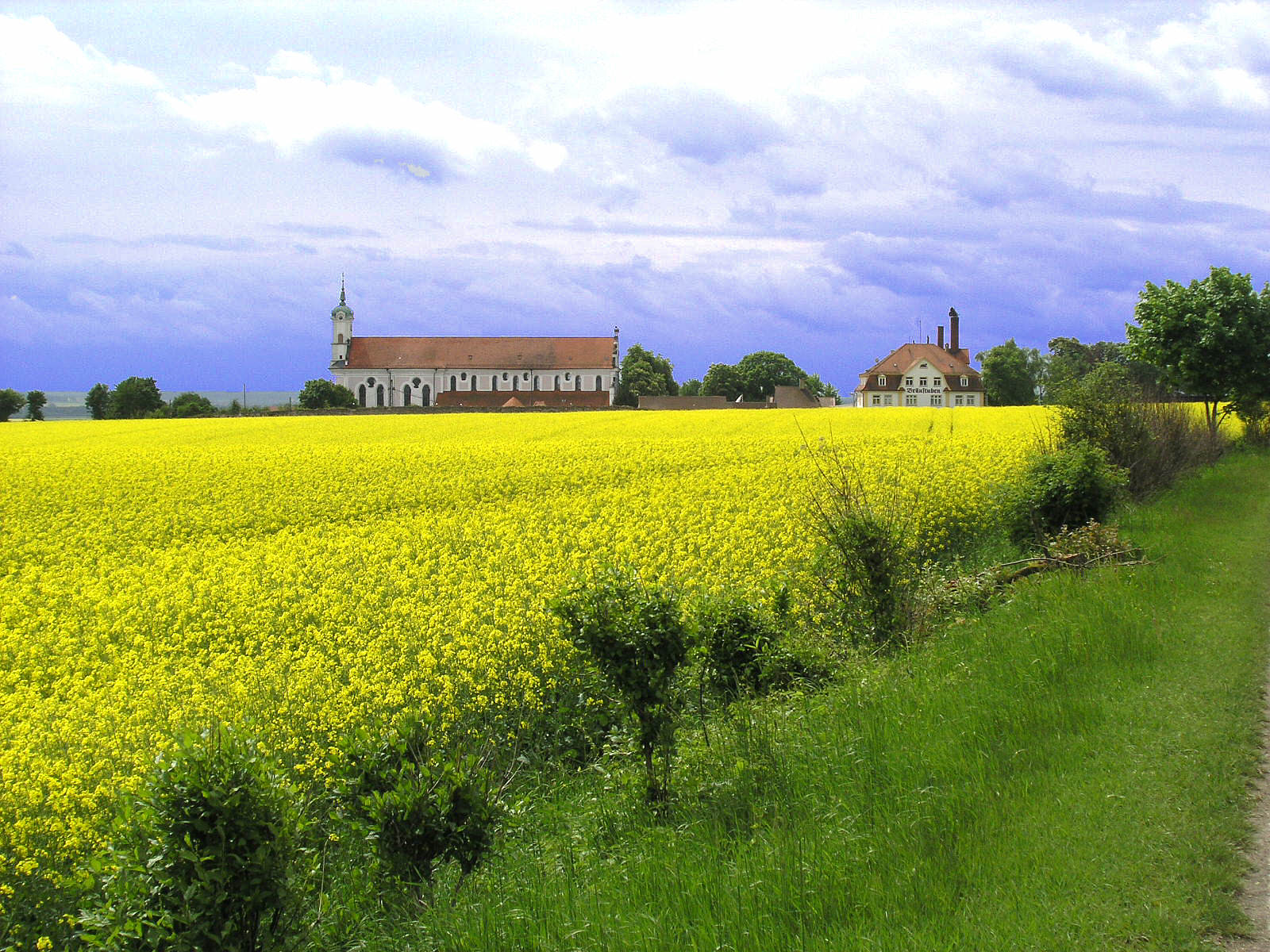
Le champ de la bataille d'Elchingen, avec l'église au fond.

Après un incendie en 1146, les Bénédictins construisent une nouvelle église romane, dédiée « à la gloire de Dieu, la sainte Vierge, aux apôtres Pierre et Paul, à saint Benoît et de sa sœur, sainte Scholastique ». Vers 1640, à la fin de la guerre de Trente Ans, le pèlerinage à la mater dolorosa ou mère de douleur voit son apogée.
L'église subit des dégâts pendant la guerre de Trente Ans et est restaurée en 1666 dans le style baroque. Une autre rénovation en 1746, la transforme en style rococo. Un incendie en 1773 provoque l'effondrement partiel de l'église qui est reconstruite  dans le style de la fin du rococo et du premier classicisme. De 1782 à 1784 la nef est remodelée.
Après la bataille d'Elchingen en octobre 1805 les troupes de Napoléon Ier utilisent l'église pour soigner leurs blessés. L'abbaye est sécularisée en 1802, et depuis l'église sert comme église paroissiale et église de pèlerinage. Tous les ans, une procession appelée Hoher Umgang fait le tour des murs du monastère.

## Description

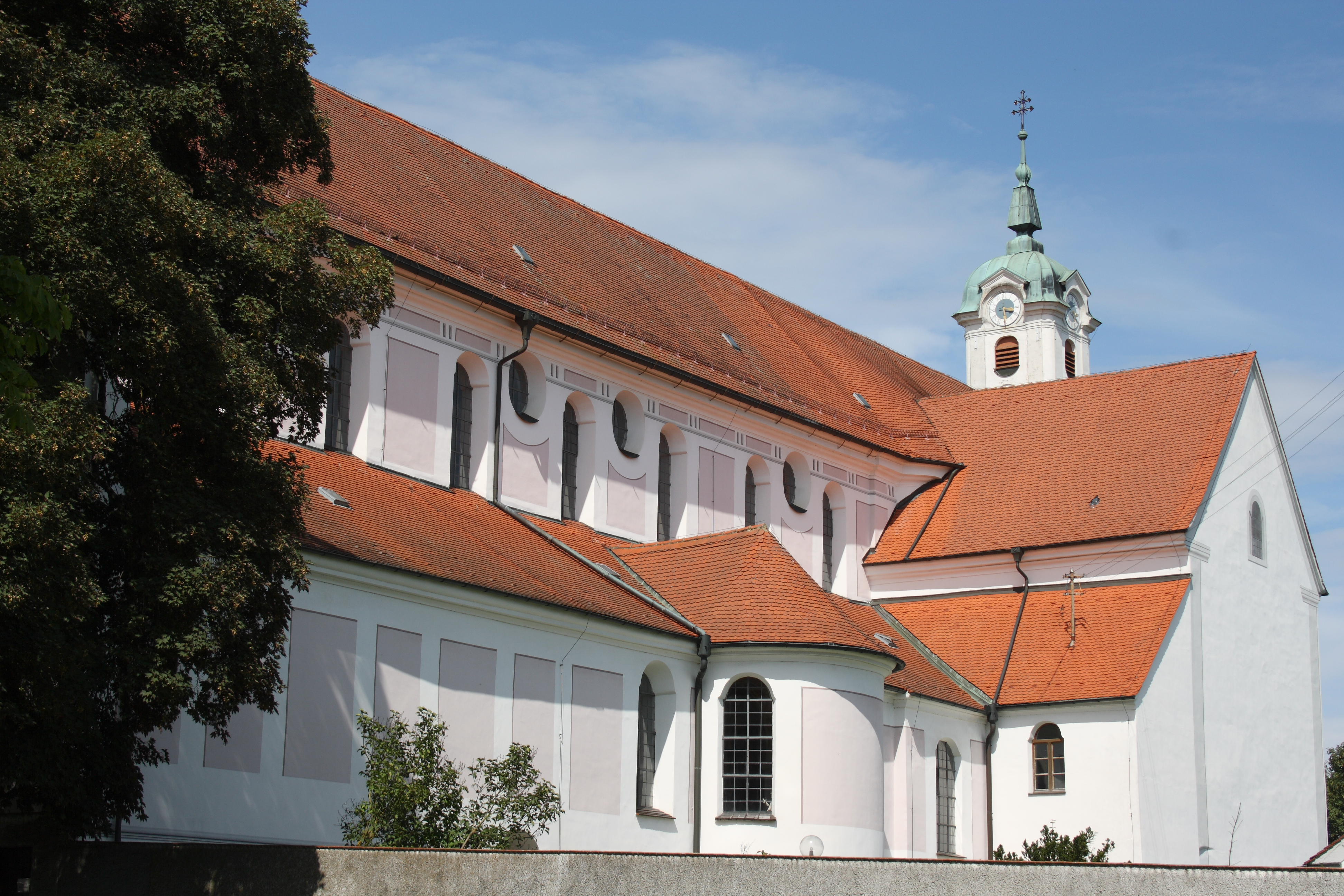
Église Saint-Pierre-et-Saint-Paul.

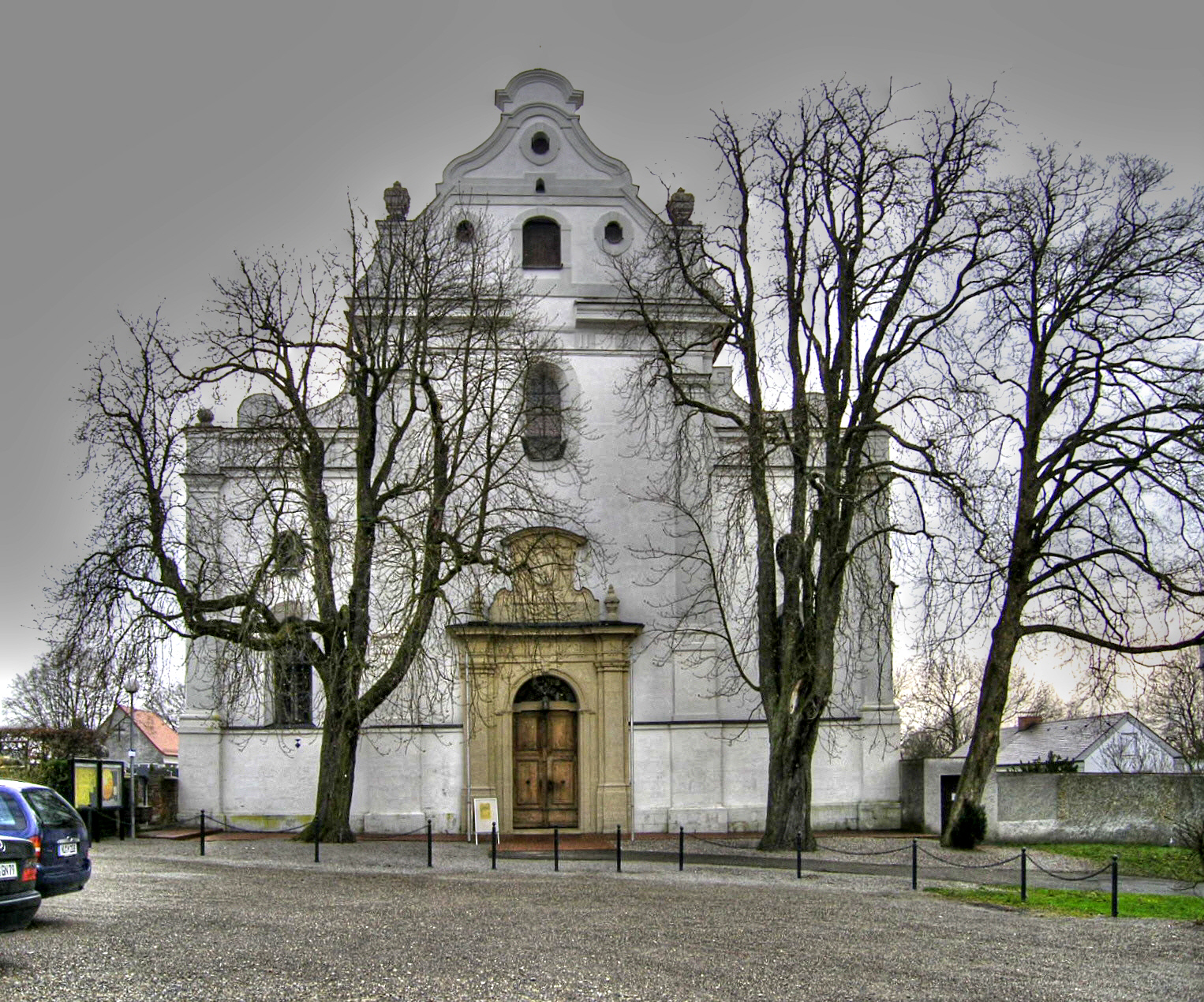
Façade.

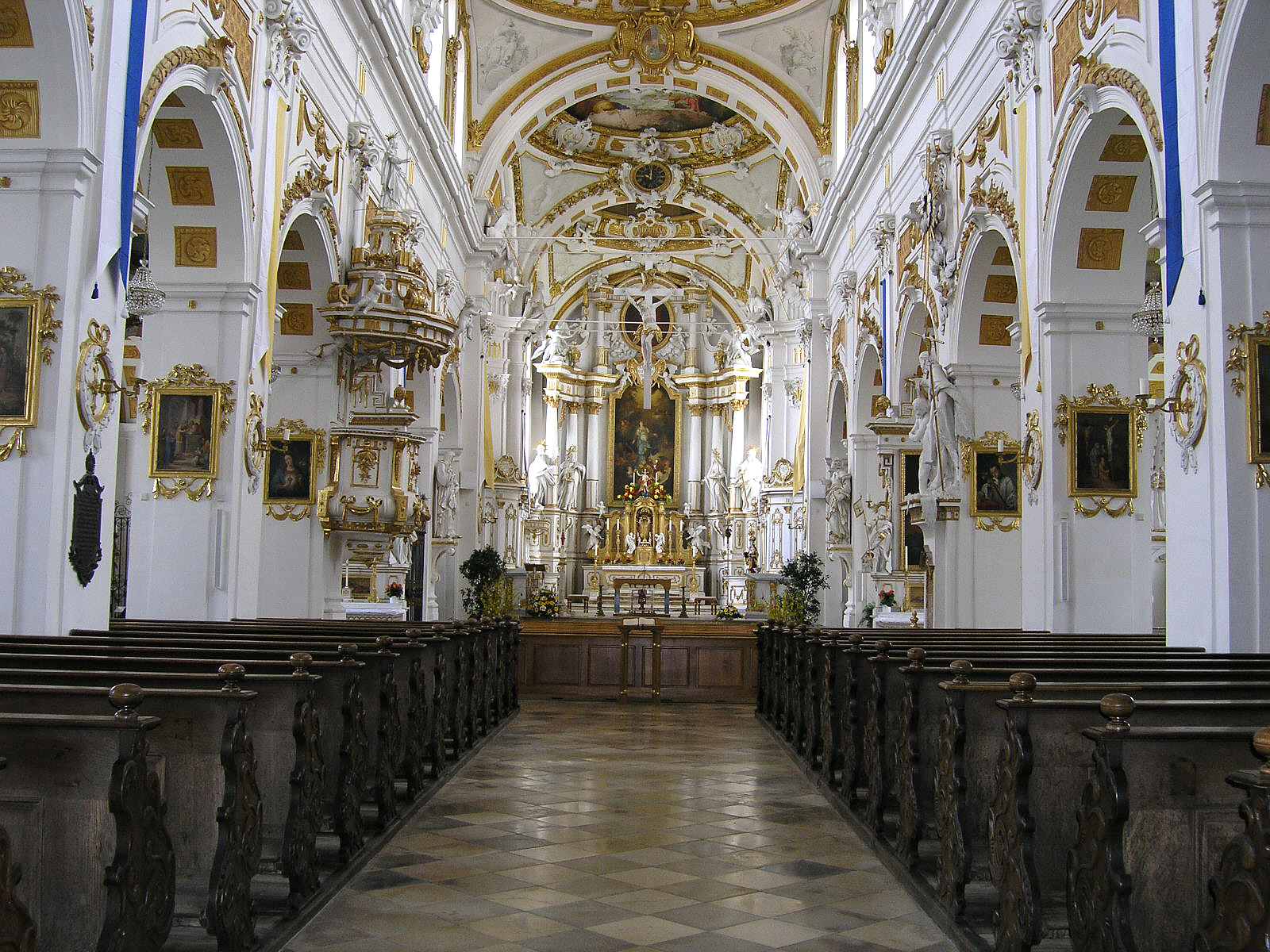
Nef centrale, vers l'est.

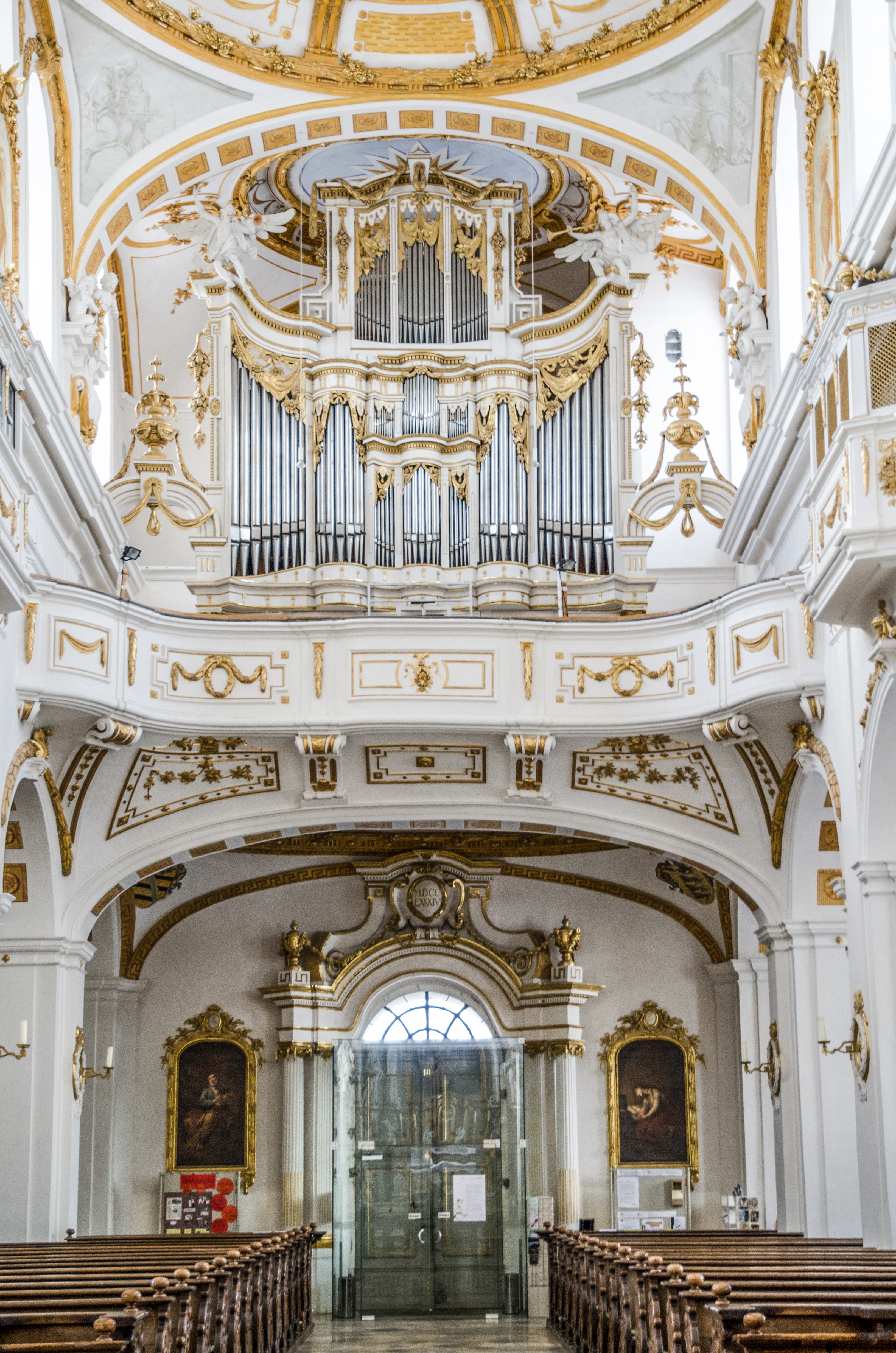
Nef centrale, vers l'ouest.

### Extérieur
La façade occidentale, d'un classicisme précoce, est divisée verticalement en trois parties délimitées par des pilastres. Un gable à deux étages est couronné de deux vases sur les côtés. Le portail central est encadré par des pilastres simples et a un pignon haut. Le clocher est élevé au-dessus de  l'abside. Il est de base carrée, entouré d'une  corniche à mi-hauteur, et chapeauté d'un toit en bulbe muni d'une haute pointe.

### Intérieur
L'église est composée de trois nefs. La nef centrale, bien plus haute que les nefs latérales, est à huit travées, les arcades sont portées par des colonnes décorées de pilastres. Les vaisseaux central et latéraux sont couverts de coupoles, alternativement hautes et plates, et décorées de grandes fresques.
Le chœur, plus haut de six marches, est à deux travées et a la même largeur que la nef. La première travée est ouverte sur les côtés. La deuxième travée est carrée et se termine par une abside semi-circulaire. Les deux plafonds sont plats et décorés de fresques.
À l'ouest s'élève une imposante tribune supportant l'orgue.

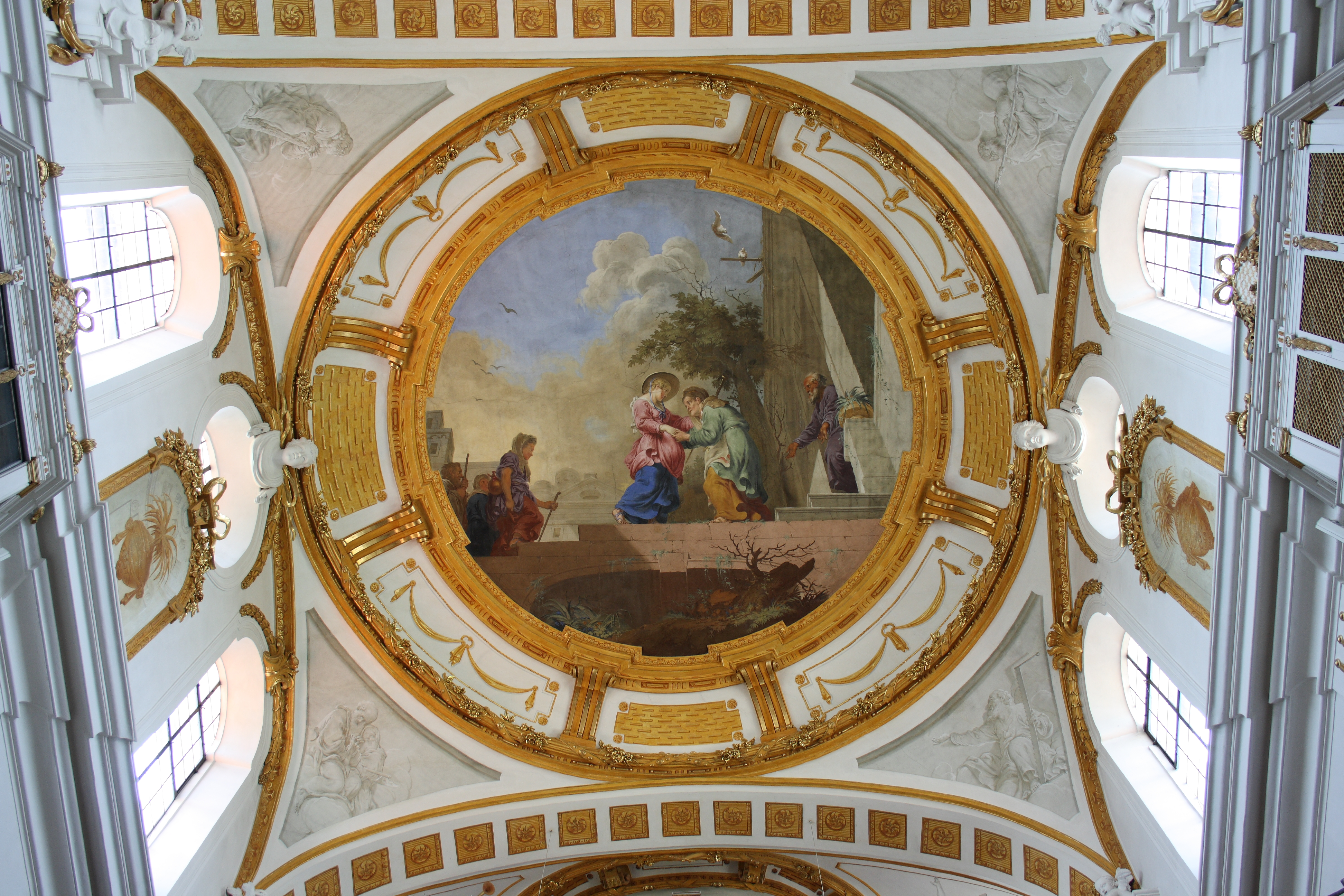
Fresque avec représentation de la Visitation.

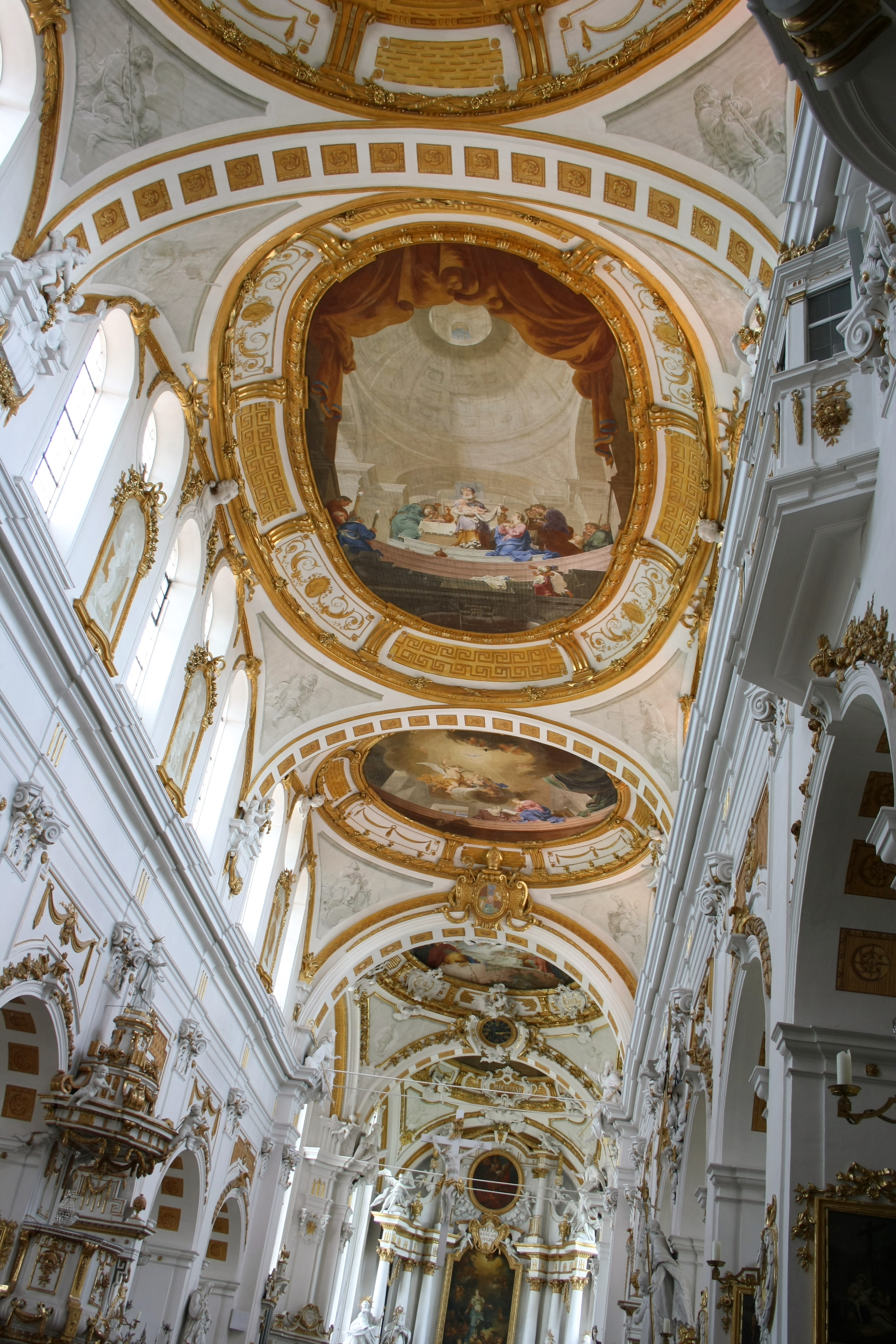
Plafond.

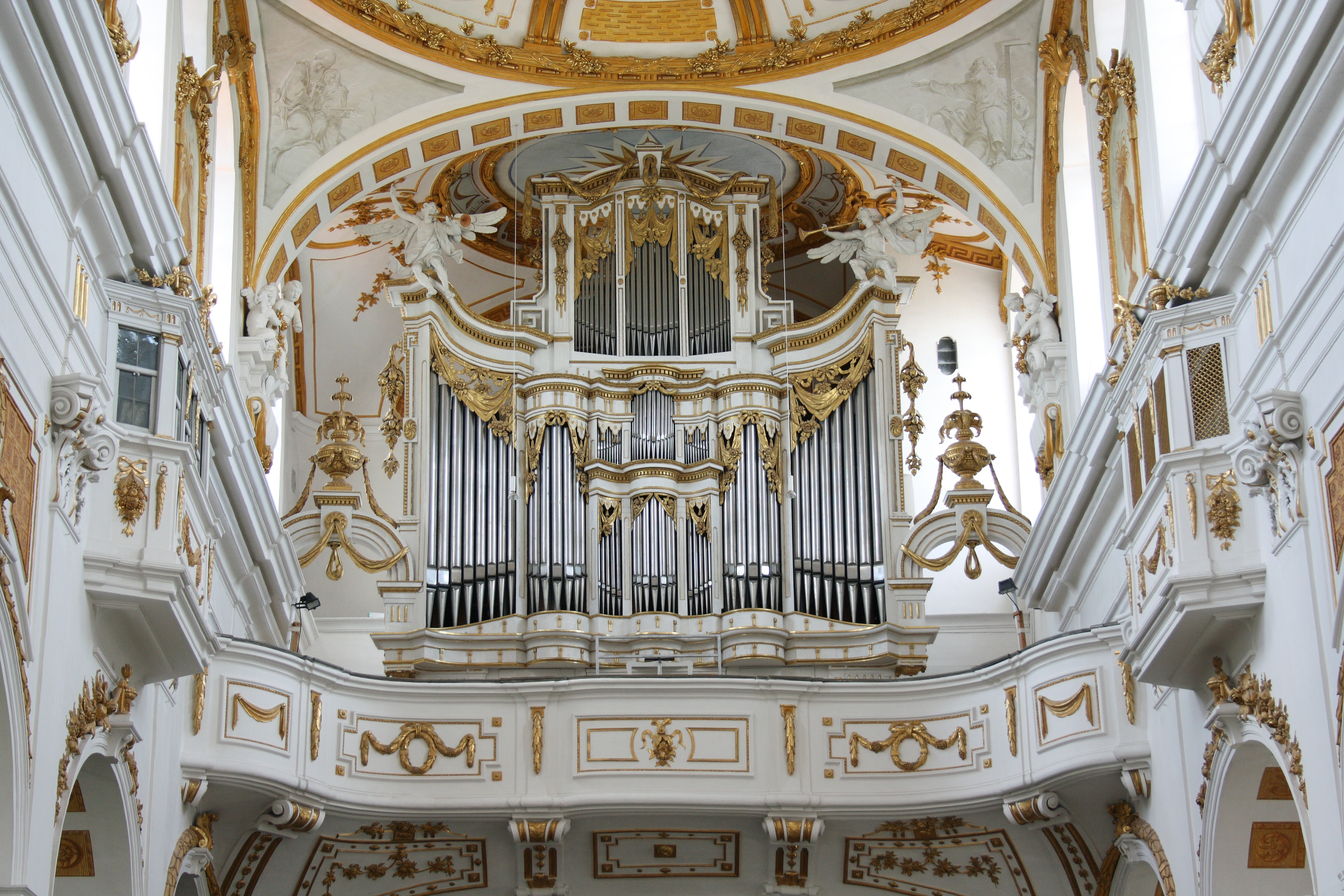
Tribune et buffet d'orgue.

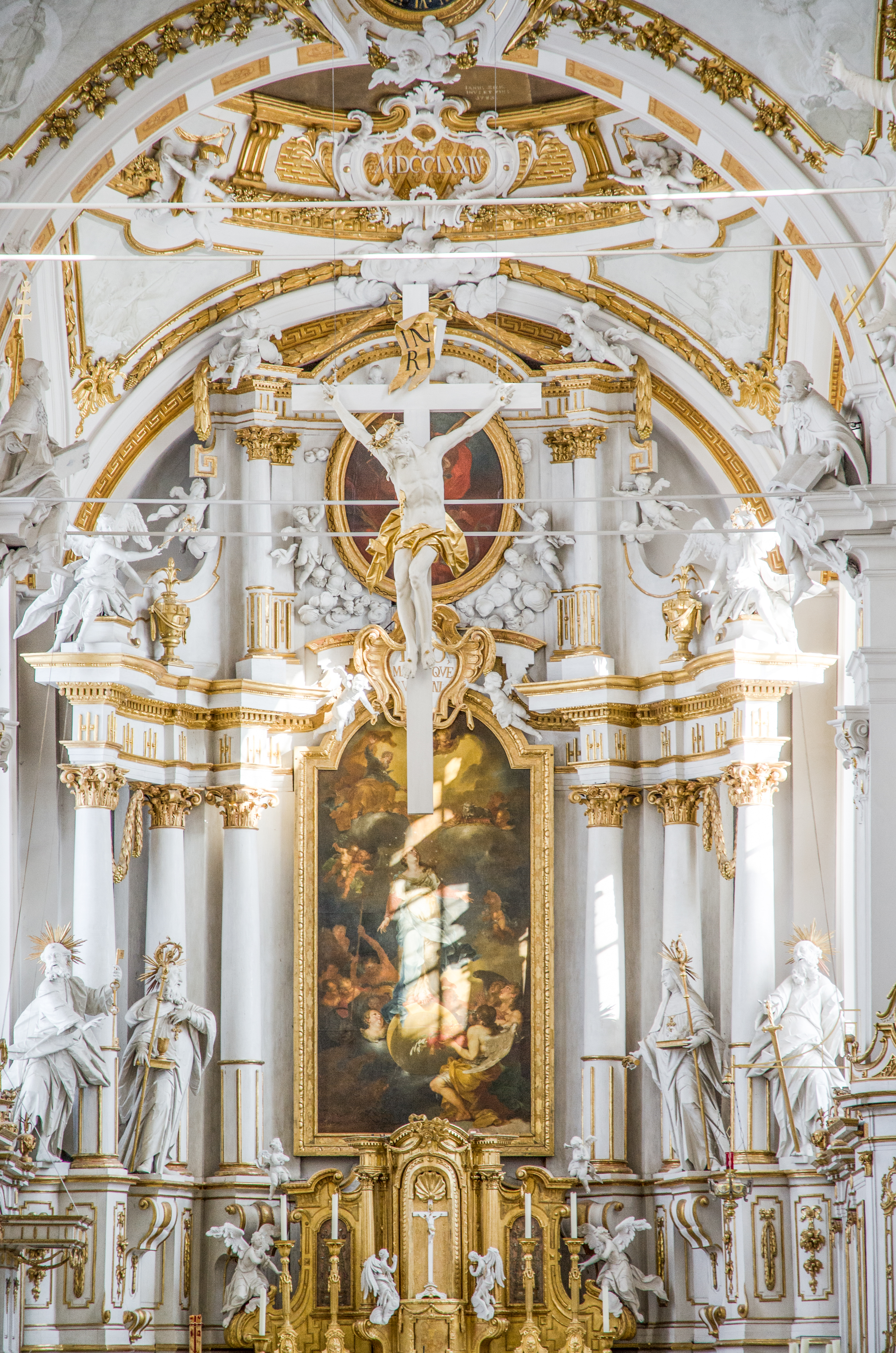
Maître-autel.

## Les fresques du plafond
Les fresques sont l'œuvre de Januarius Zick, peintre à la cour de l'Électorat de Trèves, et datent des années 1782-1783. La fresque du chœur porte une inscription avec l'année 1783 et représente la naissance de Marie. Dans les angles, des fresques allégoriques peintes en grisaille représentent les quatre continents. Les thèmes des quatre fresques du vaisseau central sont l'Assomption de Marie, l'Annonciation, la Présentation de l'enfant Jésus au Temple, et la Visitation. Des grisailles dans les angles représentent des apôtres et des symboles rattachés à Marie.
Les fresques de la nef latérale Nord ont pour thème la Crucifixion, la Descente de la croix et la Mise au tombeau. Dans la nef latérale Sud, les fresques représentent des scènes de la vie de Benoît de Nursie, fondateur de l'ordre.
Sous l'orgue se trouve une fresque représentant la remise, par le margrave Conrad Ier le Pieux et de sa femme Luitgart, de l’acte de donation et du plan de construction à l'abbé Andreas von Aichhaim; par cet acte, le monastère fondé par le comte Albert von Rauenstein (ou Ravenstein), le père de  Luitgart, est déplacé vers le château-fort situé au-dessus d'Elchingen. Sur la table est posé un document avec un chronogramme, probablement la première bénédiction de l’église : DICabant DIe XV aVgVstI (Ils la bénissent le 15 août).

## Orgue
Le buffet d'orgue au-dessus de la tribune date de 1785 environ et est attribué à Johann Michael Fischer. Il est couronné de deux anges jouant du trombone. L'orgue de 1910 a été restauré en 1987.

## Meubles

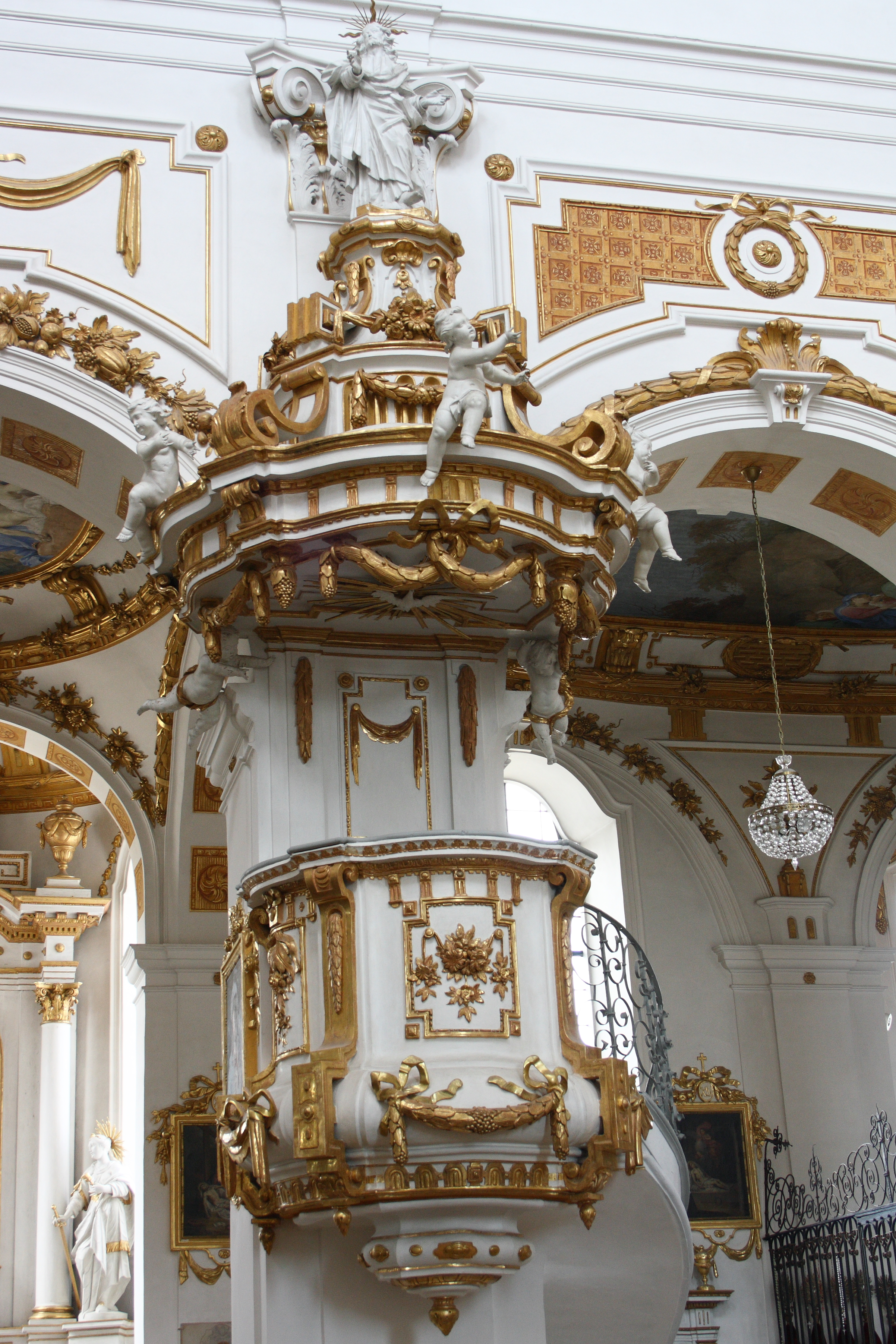
Chaire.

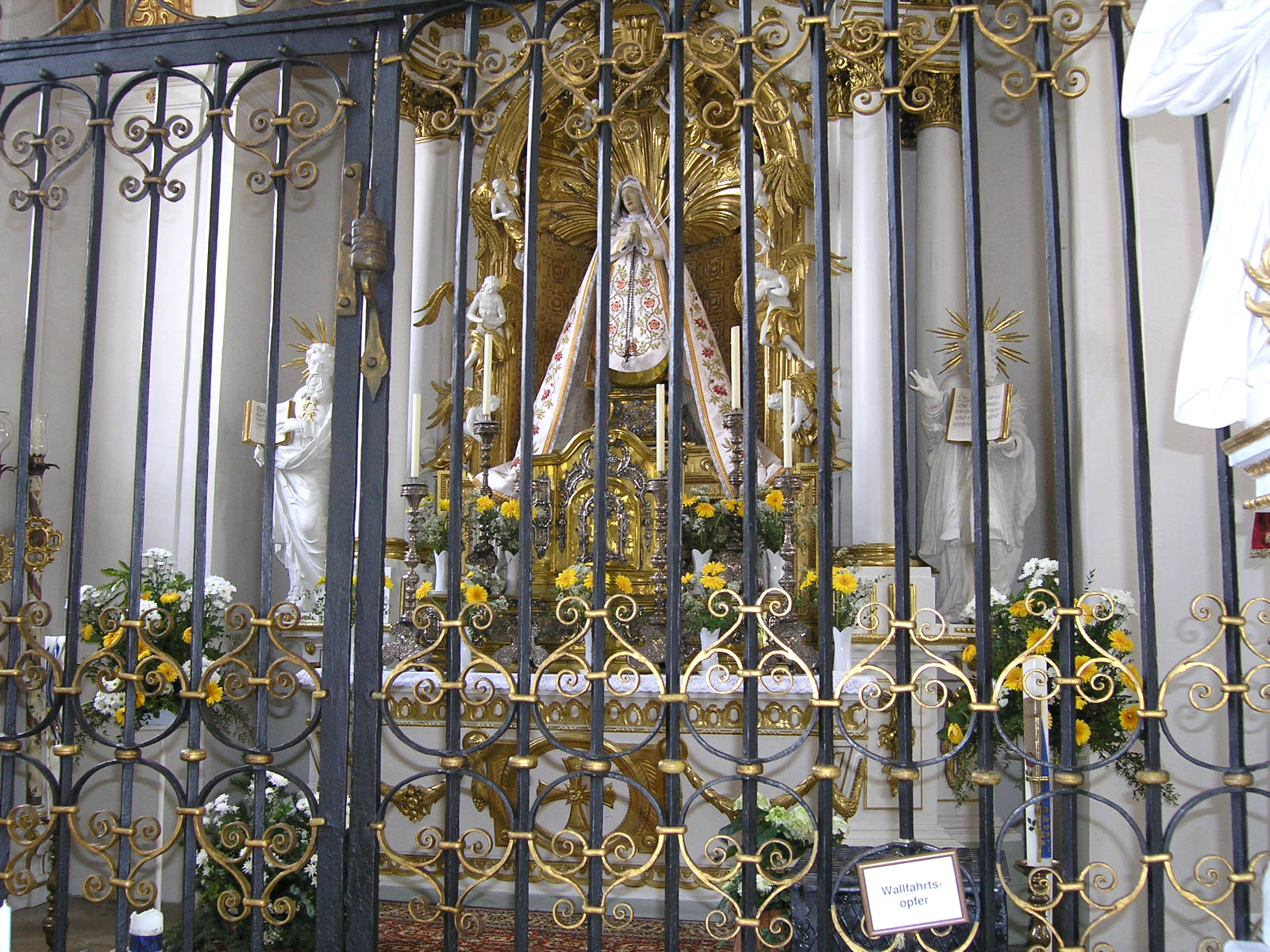
Mater dolorosa.

- Le maître-autel est réalisé par Johann Michael Fischer en 1774 d'après les plans de Joseph Dossenberger. Six colonnes  corinthiennes encadrent le tableau peint en 1785 par  Januarius Zick qui représente la Vierge apocalyptique selon l'Apocalypse de Jean, la lune à ses pieds et la tête entourée d'une auréole de douze étoiles. Le thème de l'agneau de Dieu (en haut à droite) sur le livre aux sept sceaux provient également de l'Apocalypse. Le statues plus grandes que nature représentent à gauche l'apôtre Pierre et Benoît de Nursie, le patron de l’ordre, à droite sa sœur jumelle sainte Scolastique et l'apôtre Paul (à droite).
- On remarque sur l'entablement du chœur quatre pères de l'Église reconnaissables par leurs attributs, saint Augustin, saint Grégoire le Grand, saint Ambroise avec une ruche et la Bible, et saint Jérôme.
- La statue de Marie, à droite dans le chœur, date de 1635 et est l'œuvre de Christoph Rodt. Marie porte une couronne et un sceptre. L'Enfant Jésus sur son bras porte un globe terrestre.
- Le crucifix monumental au-dessus de l'autel central est de Johann Michael Fischer et date de 1785. Les deux figures latérales du groupe, Marie et Jean, sur les piliers gauche et droit, sont antérieures et datent de 1690-1700.
- Le plan pour la  chaire richement décorée, de 1785 environ, est attribué à Joseph Dossenberger. Les sculptures sont de Johann Michael Fischer, tout comme la figure du  Salvator Mundi sur l'abat-voix.
- Dans la nef latérale Nord se trouve l'autel de grâces de la Mater dolorosa, une figure de Marie d'origine gothique, reprise aux XVIIe et XVIIIe siècles et revêtue d'un manteau précieux, debout sur une demi-lune et le cœur transpercé de sept épées. Des anges tenant le sceptre, le lys et la couronne encadrent la figure. Sur les côtés les prophètes Isaïe et Jérémie.
- De nombreuses épitaphes rappellent les abbés et autres notables.

## Sources
- (de) Georg Dehio, Handbuch der deutschen Kunstdenkmäler - Bayern III - Schwaben (remanié par Bruno Bushart et Georg Paula), Munich, Deutscher Kunstverlag, 1989, 2e éd. (ISBN 3-422-03008-5), p. 792–797
- (de) Elmar Theisen, Wladyslaw Poddebniak, Franz Walter et Karl Rösch, Oberelchingen. Pfarr- und Wallfahrtskirche St. Peter und Paul, Passau, Kunstverlag Peda, coll. « Peda-Kunstführer » (no 721/2008), 2008 (ISBN 978-3-89643-721-1)
- « Klöster in Bayern : Elchingen », Haus der Bayerischen Geschichte (consulté le 30 mars 2015)

- (de) Cet article est partiellement ou en totalité issu de l’article de Wikipédia en allemand intitulé « St. Peter und Paul (Oberelchingen) » (voir la liste des auteurs).